# 科洛省
13°18′15″N 2°20′20″E / 13.30417°N 2.33889°E

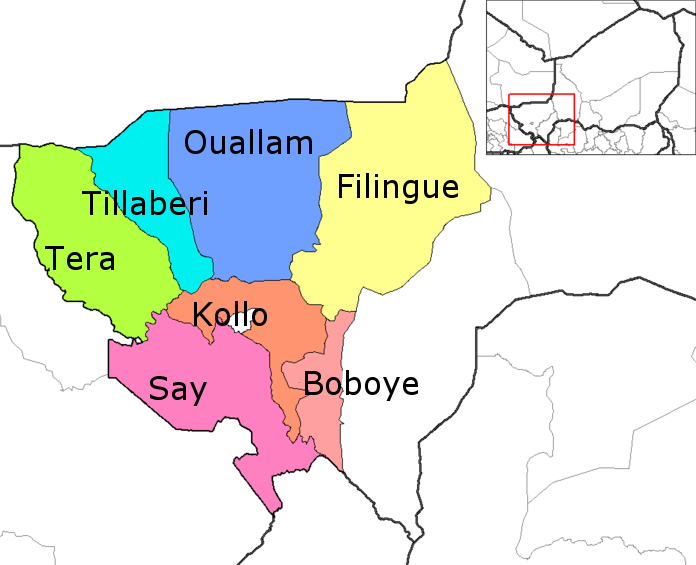

科洛省（法語：Kollo），是尼日爾的省份，位於該國西部，由蒂拉貝里大區負責管轄，西面是薩伊省，面積10,002平方公里，2001年人口443,371，人口密度每平方公里44.3人。